# Алексеев, Александр Иванович (историк)
Алекса́ндр Ива́нович Алексе́ев (8 марта 1921, Щурово, Рыбинская губерния — 27 мая 1993, Москва) — офицер ВМФ СССР, советский историк и писатель, исследователь истории освоения Дальнего Востока, Камчатки и Русской Америки, доктор исторических и кандидат географических наук.

## Биография
Родился 8 марта 1921 года в селе Щурово. В 1941 году окончил Высшее военно-морское училище имени М.В. Фрунзе.
Во время Великой Отечественной войны в составе 66-й отдельной морской стрелковой бригады участвовал в обороне Ленинграда и Сталинградской битве.
В боях был дважды ранен и получил тяжёлую контузию, сопровождавшуюся потерей речи. После выписки из госпиталя А. И. Алексеев был направлен на курсы усовершенствования начальствующего состава, где учился на картографическом отделении.
Награждён Орденом Отечественной войны II степени.
В 1943 году назначен на должность старшего редактора Северо-Западного картографического издательского производства Гидрографического Управления ВМФ.
Осенью 1944 года А. И. Алексеев по его просьбе был переведён на Балтийский флот, где прослужил на гидрографических судах три года.
В конце 1947 года поступил на гидрографический факультет Военно-морской академии кораблестроения и вооружения имени А. Н. Крылова. После окончания академии, в 1950 году, был направлен на Дальний Восток.
С 1950 года в Советской Гавани на должности старшего офицера гидрографического отдела Северо-Тихоокеанской флотилии.
Ещё во время учёбы в академии А. И. Алексеев увлёкся изучением истории освоения Дальнего Востока, а служба на Тихоокеанском флоте позволила ему тщательно изучить географию, гидрографию и картографию северной части Тихого океана.
В 1956 году из-за ранений, полученных во время войны, Александр Иванович был вынужден оставить военную службу. Вскоре его пригласили в Институт истории СССР Академии наук СССР.
В 1970 году А. И. Алексеев защитил диссертацию на тему «Амурская экспедиция 1849—1855 годов» и стал доктором исторических наук.
В 1985 году, в связи с 50-летием Победы, награждён Орденом Отечественной войны I степени
По вопросам географических и гидрографических исследований Дальнего Востока и Русской Америки опубликовал более 40 монографий, книг и около 200 статей. Ученый с мировым именем, он поддерживал постоянные контакты со многими коллегами из Франции, США, Канады и Бразилии. 
До ухода на пенсию в 1990 г. был зам. главного редактора серии сборников документов в шести томах «Исследования русских на Тихом океане в XVIII — первой половине XIX в.» (тома 1 и 2). Интенсивную научную деятельность совмещал с большой общественной работой: был членом Ученого совета Московского филиала ГО СССР, членом многих научных советов и ассоциаций АН СССР (по исторической географии, по истории внешней политики России, Ассоциации историков-исследователей Русской Америки и т. д.).
Александр Иванович Алексеев скончался 27 мая 1993 года в Москве. Похоронен на Химкинском кладбище.
Александр Иванович Алексеев является почётным гражданином города Советская Гавань.

## Труды
- Диссертации[6]:
  - Алексеев А. И. Русские гидрографические исследования Берингова, Охотского и Японского морей: Автореф. дис. … канд. геогр. наук / Мос. гос. ун-т. — М., 1959.
  - Алексеев А. И. Амурская экспедиция (1849—1855 гг.) : Дис. … д-ра ист. наук / Ин-т истории СССР АН СССР, Дальневосточный филиал им. В. Л. Комарова Сибирского отделения АН СССР. — М.; Владивосток, 1970. — 571 с.
- Книги[6]:
  - Алексеев А. И. Н. К. Бошняк и открытие Советской Гавани. — Хабаровск: Хабаровское кн. изд-во, 1955. — 136 с. — 10 000 экз.[7]
  - Алексеев А. И. Братья Шмалёвы. — Магадан: Магадан. кн. изд-во, 1958. — 76 с. — (Дальневосточная историческая библиотека). — 3000 экз.[8]
  - Алексеев А. И. Охотск — колыбель Русского Тихоокеанского флота. — Хабаровск: Хабаровское кн. изд-во, 1958. — 160 с.[8]
  - Алексеев А. И. Адмирал Нагаев. — Магадан: Магаданское кн. изд-во, 1959. — (Дальневосточная историческая библиотека).[8]
  - Алексеев А. И. По таёжным тропам Сахалина (Сахалин в исследованиях Амурской экспедиции 1850—1855 гг.). — Южно-Сахалинск: Сахалинск. обл. изд-во, 1959. — 96 с.[8]
  - Алексеев А. И. Последнее путешествие. — Исследователи Сахалина и Курил. — Южно-Сахалинск: Сахалинск. обл. изд-во, 1961.[8]
  - Алексеев А. И. Учёный натуралист. — Исследователи Сахалина и Курил. — Южно-Сахалинск: Сахалинск. обл. изд-во, 1961.[8]
  - Алексеев А. И. Учёный чукча Николай Дауркин: (Путешественник и картограф. XVIII в.). — Магадан: Магадан. кн. изд-во, 1961. — 88 с. — (Дальневосточная историческая библиотека).[8]
  - Алексеев А. И. Братья Шмалёвы. Жизнь и деятельность. — М., 1962. — Т. 3. — (Летопись Севера).[8]
  - Алексеев А. И. Семён Иванович Дежнёв. — М., 1962. — (Люди русской науки).[8]
  - Есаков В. А., Плахотник А. Ф., Алексеев А. И. Исследование морей омывающих Россию. — Русские океанические и морские исследования в XIX — начале XX вв.. — М., 1964. — 800 экз.[7]
  - Алексеев А. И. Гавриил Андреевич Сарычев. — М.: Наука, 1966. — 168 с. — (Научно-биографическая литература). — 8000 экз.[7][9]
  - Алексеев А. И. Колумбы Росские. — Магадан: Магадан. кн. изд-во, 1966. — 184 с. — (Дальневосточная историческая библиотека). — 15 000 экз.[7][10]
  - Алексеев А. И. Сподвижники Г. И. Невельского. — Южно-Сахалинск, 1967. — 144 с.[8]
  - Алексеев А. И. Сыны отважные России. — Магадан: Магадан. кн. изд-во, 1970. — 368 с. — (Дальневосточная историческая библиотека).[8]
  - Алексеев А. И. Фёдор Петрович Литке. — М.: Наука, 1970. — 280 с. — (Научно-биографическая литература). — 8300 экз.[11]
  - Алексеев А. И., Аполлова Н. Г., Бескровный Л. Г. и др. Формирование границы между Россией и Цинским Китаем. — М.: Ин-т истории СССР, Научн. совет по ист. географии и картографии АН СССР, 1970. — 20 с. — (Научно-биографическая литература).[8]
  - Алексеев А. И. Дело всей жизни: Книга о подвиге адмирала Г. И. Невельского. — Хабаровск: Кн. изд-во, 1972. — 320 с. — 30 000 экз.[7]
  - Алексеев А. И. Амурская экспедиция 1849—1855 гг.. — М., 1974. — 192 с. — 12 000 экз.[7]
  - Алексеев А. И. Судьба Русской Америки. — Магадан: Магадан. кн. изд-во, 1975. — 326 с. — (Дальневосточная историческая библиотека). — 15 000 экз.[7]
  - Алексеев А. И. Русские географические исследования на Дальнем Востоке и в Северной Америке (XIX — начало XX в.). — М.: Наука, 1976. — 92 с. — 3900 экз.[7][12]
  - Алексеев А. И. Хождение от Байкала до Амура. — М.: Мол. гвардия, 1976. — 208 с. — (Бригантина). — 100 000 экз.[7]
  - Алексеев А. И. Илья Гаврилович Вознесенский (1816—1871). — М.: Наука, 1977. — 152 с. — (Научно-биографическая литература). — 24 500 экз.[11][13]
  - Алексеев А. И. И тайга покоряется нам. — М.: Просвещение, 1979. — 112 с. — (Моя Советская Родина). — 100 000 экз.[7]
  - Алексеев А. И., Ардентов И. Н., Григоров А. А. Костромичи на Амуре. — Ярославль: Верх.-Волж. кн. изд-во, 1979. — 133 с. — 5000 экз.[7]
  - Алексеев А. И. Хозяйка залива Счастья: книга о большой любви и исполненном долге: (о Е. И. Невельской). — Хабаровск: Хабаровское кн. изд-во, 1981. — 222 с. — (Первопроходцы). — 50 000 экз.[7]
  - Алексеев А. И. Освоение русскими людьми Дальнего Востока и Русской Америки: До конца XIX века / Отв. ред. А. П. Окладников. — 2-е изд. — М.: Наука, 1982. — 288 с. — 10 800 экз.[7]
  - Алексеев А. И. Геннадий Иванович Невельской / Отв. ред. А. И. Крушанов. — М.: Наука, 1984. — 192 с. — (Научно-биографическая литература). — 44 000 экз.[7]
  - Алексеев А. И. И тайга покоряется нам. — 2-е изд. — Кишинёв: Лумина, 1984. — 112 с. — (Моя Советская Родина).
  - Алексеев А. И. Утро Советской Гавани: книга об истории одного географического открытия: (о Н. К. Бошняке) / Отв. ред. А. И. Крушанов. — Хабаровск: Хабаровское кн. изд-во, 1984. — 272 с. — (Первопроходцы). — 15 000 экз.[7]
  - Алексеев А. И. Как начинался Владивосток. — Владивосток: Дальневост. кн. изд-во, 1985. — 224 с. — 15 000 экз.[7]
  - Алексеев А. И. Вторая родина : (о деятельности М. С. Мицули на Сахалине). — Южно-Сахалинск: Дальневост. кн. изд-во, 1986. — 76 с.
  - Алексеев А. И. БАМ : от мечты до магистрали. — М.: Прогресс, 1987. — 187 с.
  - Алексеев А. И. Береговая черта: (о создании современ. карты Северо-Востока Азии). — Магадан: Магаданское кн. изд-во, 1987. — 238 с. — (Дальневосточная историческая библиотека).
  - Алексеев А. И., Морозов Б. Н. Освоение русского Дальнего Востока, конец XIX в. — 2-е изд. — М.: Наука, 1989. — 222 с. — 5000 экз. — ISBN 5-02-016457-7.[7]
  - Алексеев А. И. Береговая черта: (о создании современ. карты Северо-Востока Азии). — 2-е изд. — Магадан: Магаданское кн. изд-во, 1990. — (Дальневосточная историческая библиотека).
  - Алексеев А. И. Курилы: русско-японский рубеж. — Южно-Сахалинск: Изд-во обкома КП РСФСР, 1991. — 34 с. — 3000 экз.[14]
  - Алексеев А. И. «Якоря помалу травить!..»: Так начинался Владивосток. — 2-е изд. — Владивосток: Дальневост. кн. изд-во, 2000. — 240 с.
  - Алексеев А. И. Любовь, Амур, счастье. — Петропавловск-Камчатский: Изд-во Камчат. гос. техн. ун-та, 2003. — 195 с. — (Камчатское отделение Русского географического общества). — ISBN 5-328-00041-2 : 150.[15]
  - Алексеев А. И., Аблажей Н. Н., Александров В. А., ; Бобров В. В., Герасимова М. И., Герасимова В. Е., Поздняков Д. В., Росич И. Н., Симонов Д. Г., Солдатов М. С., Фурсова Е. Ф., Деревянко А. П. Сибирь. Атлас Азиатской России (Карты) / Отв. ред. А. П. Деревянко. — Новосибирск: Феория, 2008. — 479 с. — ISBN 5-287-00413-3.[16]
- Публицистика:
  - Алексеев А. И. Сподвижники адмирала Невельского // Красный маяк : газета. — Николаевск-на-Амуре, 1958. — 4 апреля — 9 мая.
  - Алексеев А. И. Моряки — герои обороны 1854 года // Камчатская правда : газета. — Петропавловск-Камчатский, 1959. — 4 сентября.
  - Алексеев А. И. Подвиг русских людей // Камчатская правда : газета. — Петропавловск-Камчатский, 1959. — 5 сентября.
  - Алексеев А. И. Подвиги русских морских офицеров на крайнем востоке России // Дальний Восток : журнал. — 1963. — № 6.[8]
  - Алексеев А. И. Слово о Невельском // Северная правда : газета. — Кострома, 1963. — 5 декабря.
  - Алексеев А. И. Пионер Дальнего Востока // Русские новости : газета. — Париж, 1963. — 13 декабря.
  - Алексеев А. И. Сарычев — выдающийся мореплаватель и учёный // Известия Всесоюзного Географического общества : журнал. — 1964. — Т. 96, № 2.
  - Алексеев А. И. Г. И. Невельскому // Тихоокеанская звезда : газета. — 1964. — 8 декабря.
  - Алексеев А. И. Публикация портретов сподвижников Г. И. Невельского // Военно-исторический журнал : журнал. — 1965. — № 6.[8]
  - Алексеев А. И. Об исторической правде // Дальний Восток : журнал. — 1966. — № 6.[8]
  - Алексеев А. И. Карта Южного Сахалина // Природа : журнал. — 1966. — № 2.[8]
  - Алексеев А. И. След на земле // Байкал : журнал. — 1966. — № 4.
  - Алексеев А. И. В страну восходящего солнца // На Севере дальнем : журнал. — 1969. — № 2.[8]
  - Алексеев А. И. Нивхи — сподвижники Невельского // Амурская правда : газета. — 1974. — 17 января.[17]
  - Алексеев А. И., Морозов Б. Н. Экономическое развитие Дальнего Востока во второй половине XIX века // Вопросы истории : журнал. — 1981. — № 5.[18]
  - Алексеев А. И., Морозов Б. Н. Морские промыслы Дальнего Востока // История СССР : журнал. — 1985. — № 5.
  - Алексеев А. И., Мелихов Г. В. Открытие и первоначальное освоение русскими людьми Приамурья и Приморья // Вопросы истории : журнал. — 1984. — № 3. — С. 57—71.[6]
  - Алексеев А. И. В морской пехоте // В годы войны: Статьи и очерки. — М.: Наука, 1985. — С. 59—68.